# L'Ost céleste
L'Ost céleste est un roman de fantasy (ou plutôt de science fantasy) écrit par Olivier Paquet, publié en septembre 2024 chez L'Atalante, avec une illustration d'Aurélien Police.
Il reçoit en 2025 le grand prix de l'Imaginaire, section « Roman francophone ».

## Résumé
Sur une lointaine planète, la jeune et inexpérimentée Indira IV, la reine des Francheterres, n'a pas une situation enviable : son pouvoir (limité par les règles de la royauté) est contesté par sa cousine Siendig qui rêve de mettre la main sur son royaume.
Indira IV est possesseur d’un anneau susceptible d’appeler une force incroyable. Elle sera aidée par Eugen de Basfortt, un banquier influent au sein de la lointaine république de Jirone.